# 威爾斯登交匯站
威爾斯登交匯站（英語：Willesden Junction station）是一個英國國營鐵路公司車站，位於英國倫敦西北哈利斯登，設有倫敦地上鐵和倫敦地鐵貝克盧線服務。

## 歷史
車站分三部分發展而來：

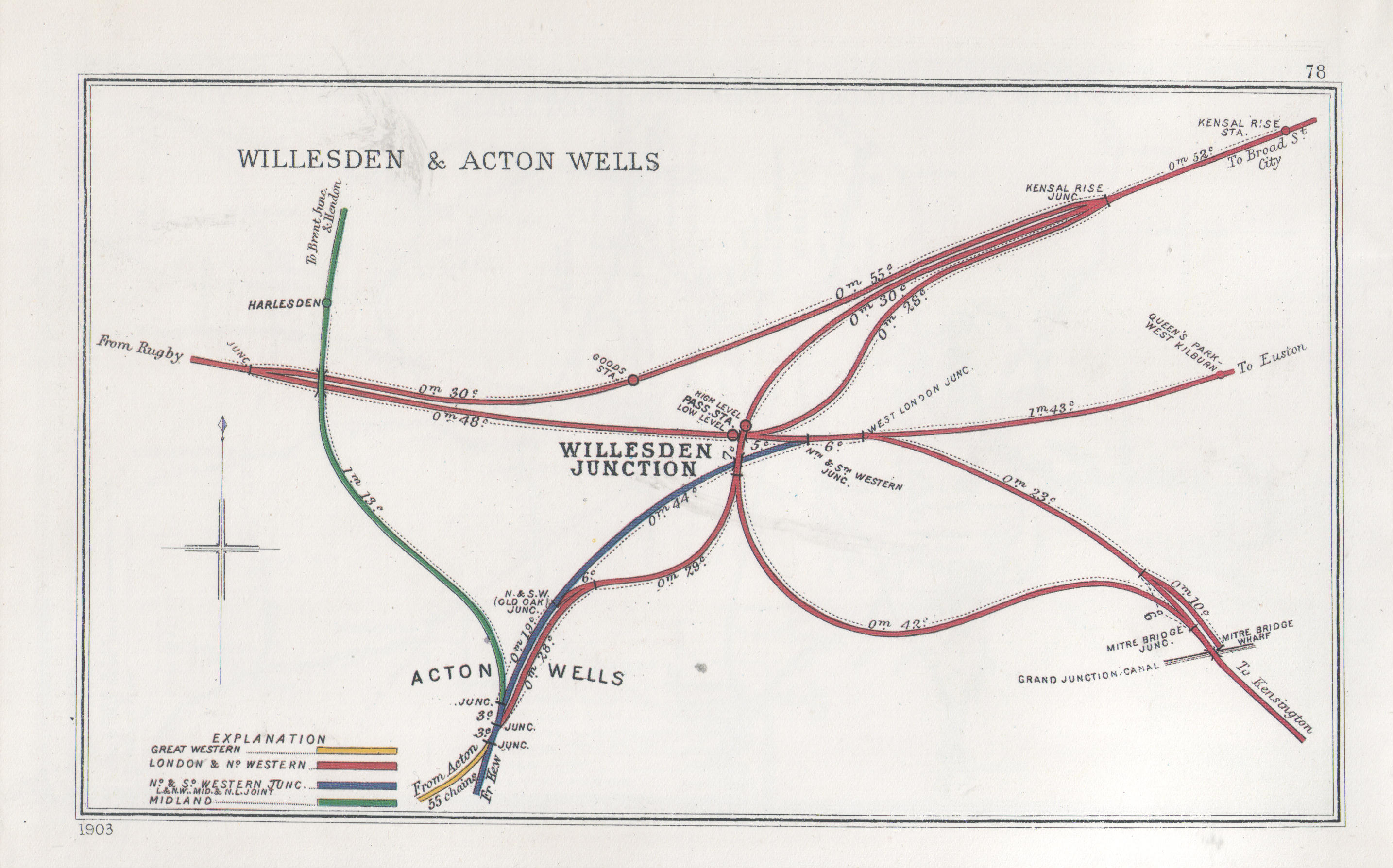
1903年的威爾斯登交匯站。1866年前的「威爾斯登」站（鄰近哈利斯登站）位於近西面的紅線，跨過綠色米德蘭鐵路多丁丘線

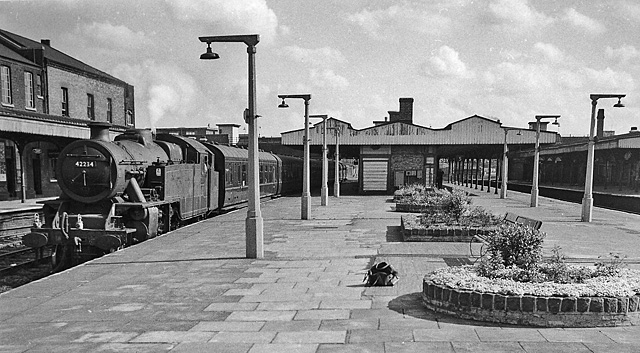
1962年月台末端望向尤斯頓方向的威爾斯登交匯主線車站

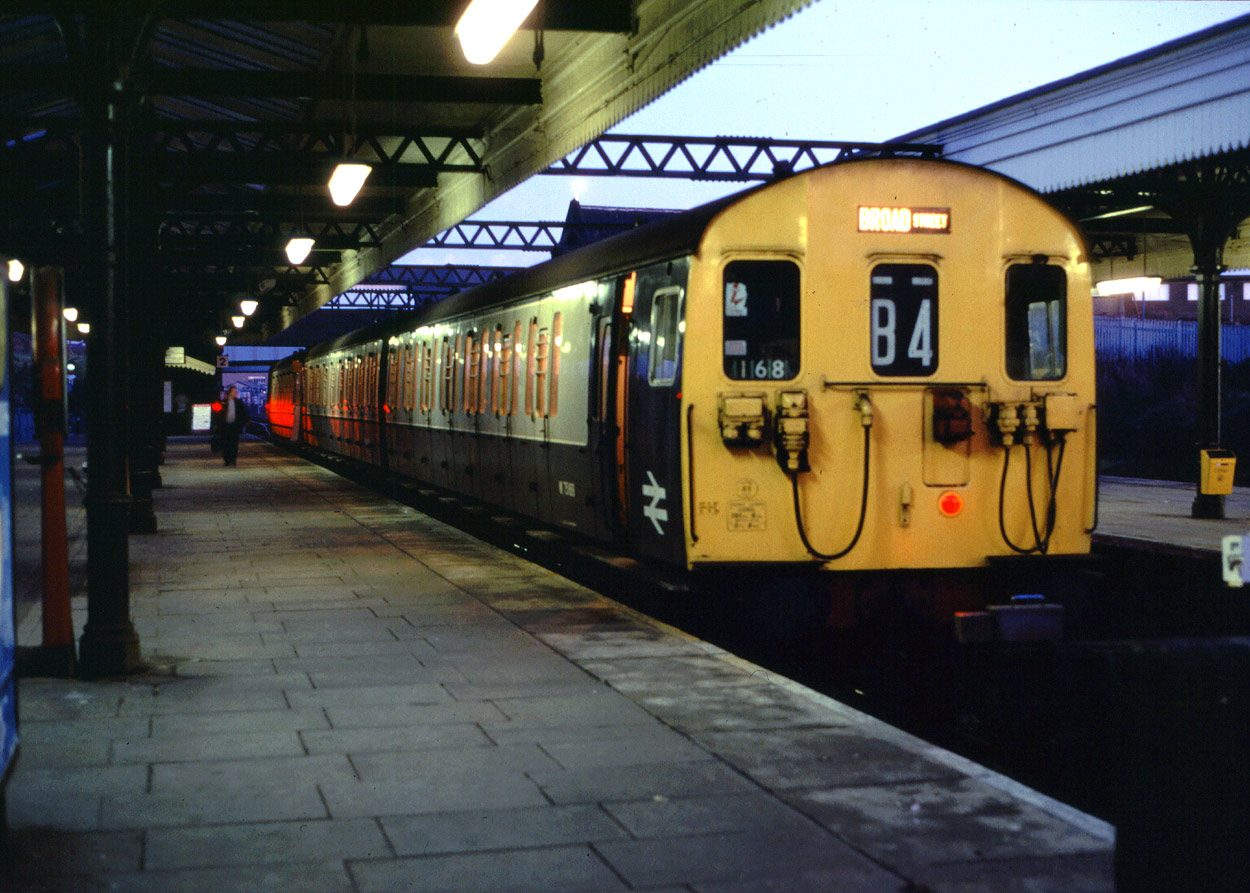
一列英國鐵路501型列車在港灣式月台等候開出，前往在1986年關閉的寬街站 (倫敦)

- 西海岸主線車站在1866年9月1日由倫敦及西北鐵路（英语：London & North Western Railway）啟用，以取代位於此站西北方向0.5英哩、於1841年由倫敦及伯明翰鐵路（英语：London and Birmingham Railway）啟用的威爾斯登站（英语：Willesden railway station）。1962年，在西海岸主線電氣化改造期間，因彎道改直拆除了站台，客運業務也隨之停止。後來重建了北倫敦線的橋樑。

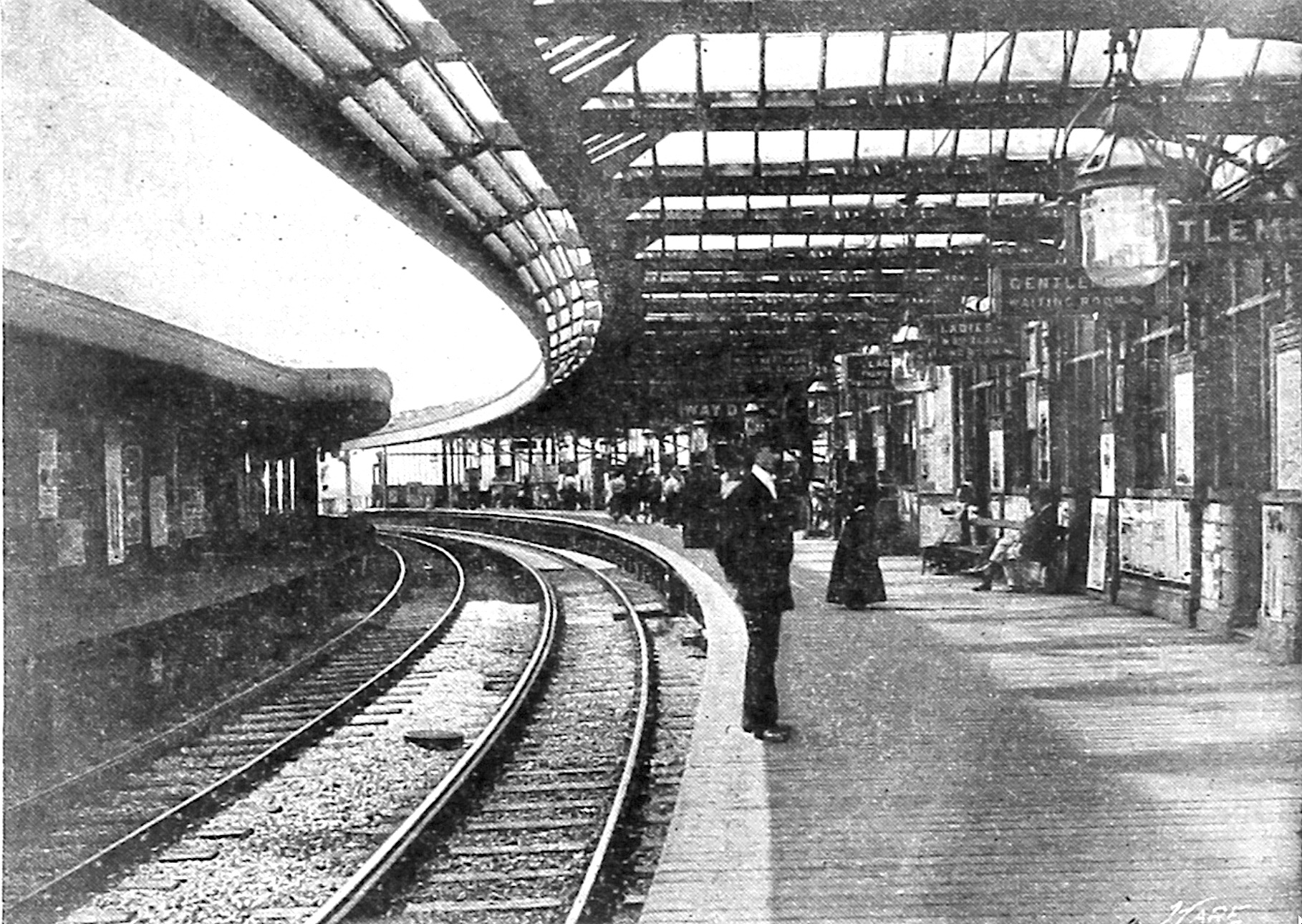
1890年代末高階車站

- 隸屬於北倫敦線的高階車站於1869年由北倫敦鐵路（英语：North London Railway）啟用。1894年興建了新高層島式月台，以及加建了新入口。到了1897年每日有199列旅客列車和47列貨物列車通過高階車站[4]。
- 「威爾斯登新站」或低階車站，位於沃特福德直流電鐵線上、主線以北，有兩個外側的貫通式月台以及兩個內側近倫敦一側的港灣式月台，在1910年啟用。起初港灣式月台的長度足以在離峰時段停靠編組4輛的貝克盧線列車，但在1960年代安裝了新衛生間後縮短，最近月台建築物又重新修建，港灣式月台長度也再度增加，以容納4節編組而後又增加至5節編組的378型動車組停靠。

1896年車站共有271名職員，包括79名搬運員、58名信號員（處理14個信號箱）、58名轉轍員以及調車場領工員。1896年他們合共發出了1,006,886張車票予乘客，从1886年的530,300張升近一倍。多數職員住在現時舊橡巷保護區的地方，1889年由倫敦及西北鐵路興建，內設學院、讀書房以及教堂。
主線月台由南側起編號（包括在肯辛頓路線上的1或2號月台），然後是高階月台，最後是直流電鐵線月台。後來餘下的月台重新編號。

## 意外事件
- 1910年12月5日，一列乘客列車在此站追撞另一列列車。3名乘客死亡，40多人受傷[6]。
- 1986年10月6日下午5時，一列313型列車在車站以東、介乎斯克魯布斯巷天橋和肯蔭綠地隧道（正式為肯蔭綠地）之間的上行線撞上了停站的貝克盧線列車。25名乘客當中有23人受傷，除1名乘客外當天晚上已經出院[7]。

## 現有車站
西海岸主線被通往位於車站東南面的威爾斯登機務段的引路與低階車站分開，在本站不設站台。
高階車站為1956年重建的島式月台，分別為4號和5號月台，大致與車站西面的舊橡巷同一高度，服務於北倫敦線和西倫敦線，後者部分列車在車站東面北倫敦線的中央折返線折返，此側線在2011年開始使用。兩個月台都延長至跨過直流電鐵線，以容納4編組的378型動車組。高階車站一度在東側設有第三個月台，用於停靠往返伯爵宮的列車。此外，在東面更遠處設有另一條曾使用過的折返線，該線在1990年代末鋪設，供皇家郵政列車抵達石橋公園的皇家郵政倉庫。
低階車站，為愛德華時期的島式月台，與南面的地區同一高度，設有1號和3號月台，以及北面港灣式月台2號月台，而南面港灣式月台現時並無軌道。2014年10月，據報道，英國國營鐵路公司（倫敦地上鐵）將直流電鐵線溫布利中央至女王公園段臨時停運，以便將2號月台西延成為貫通式月台。1999年，2號月台擴建，以容納更長的378型動車組，並增加新的天橋和电梯，大部分原始和後來的月台建築物被拆除。
1號和3號月台由倫敦地鐵貝克盧線使用，於1915年5月10日投入使用。而倫敦地上鐵則來往尤斯頓和沃特福德交匯。直至2008年5月，需在石橋公園車輛段（向北兩站）折返的貝克盧線北行列車需要在威爾斯登交匯站清客，然後空車前往石橋公園站，但出段的南行列車則以石橋公園為起始站。這樣的情況是因為列車過威爾斯登交匯站後並無任何倫敦地鐵職員以觀察乘客上下車，但2007年11月倫敦地鐵從銀連接管了包括石橋公園站在内的車站工作人員後情况有所改變，需進入石橋公園車輛段的列車目前已經以石橋公園站為終點站。通常只有首班和末班北倫敦線列車使用港灣式月台在此站到發，然而亦有用作車輛段與北倫敦線、福音橡－巴金線之間的空車轉移之用。
月台上的車站指示牌在地上鐵圓盾下面顯示「往哈爾斯登市中心在此下車」（Alight for Harlesden town centre）。

### 機務段

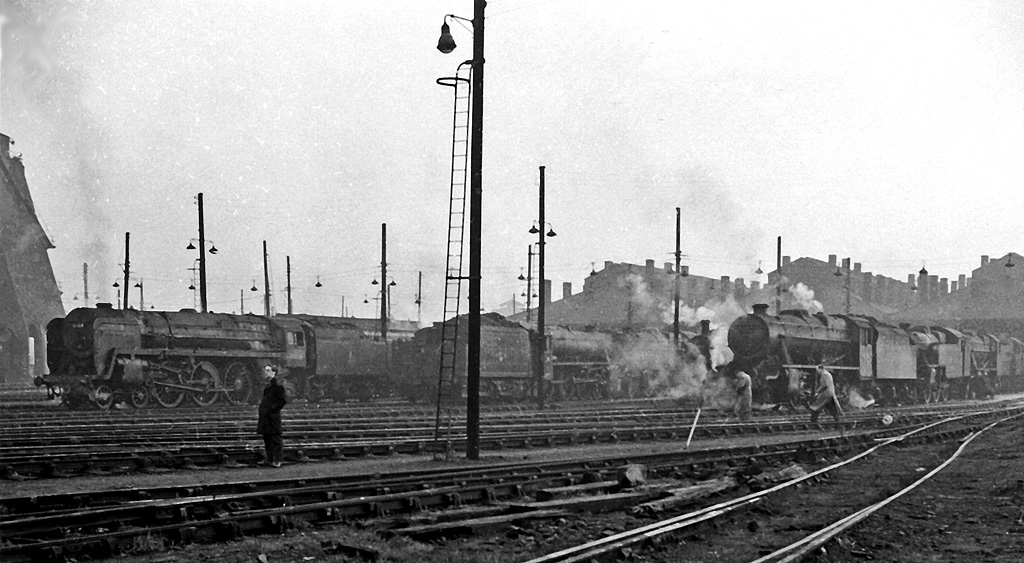
1962年原初的機務段

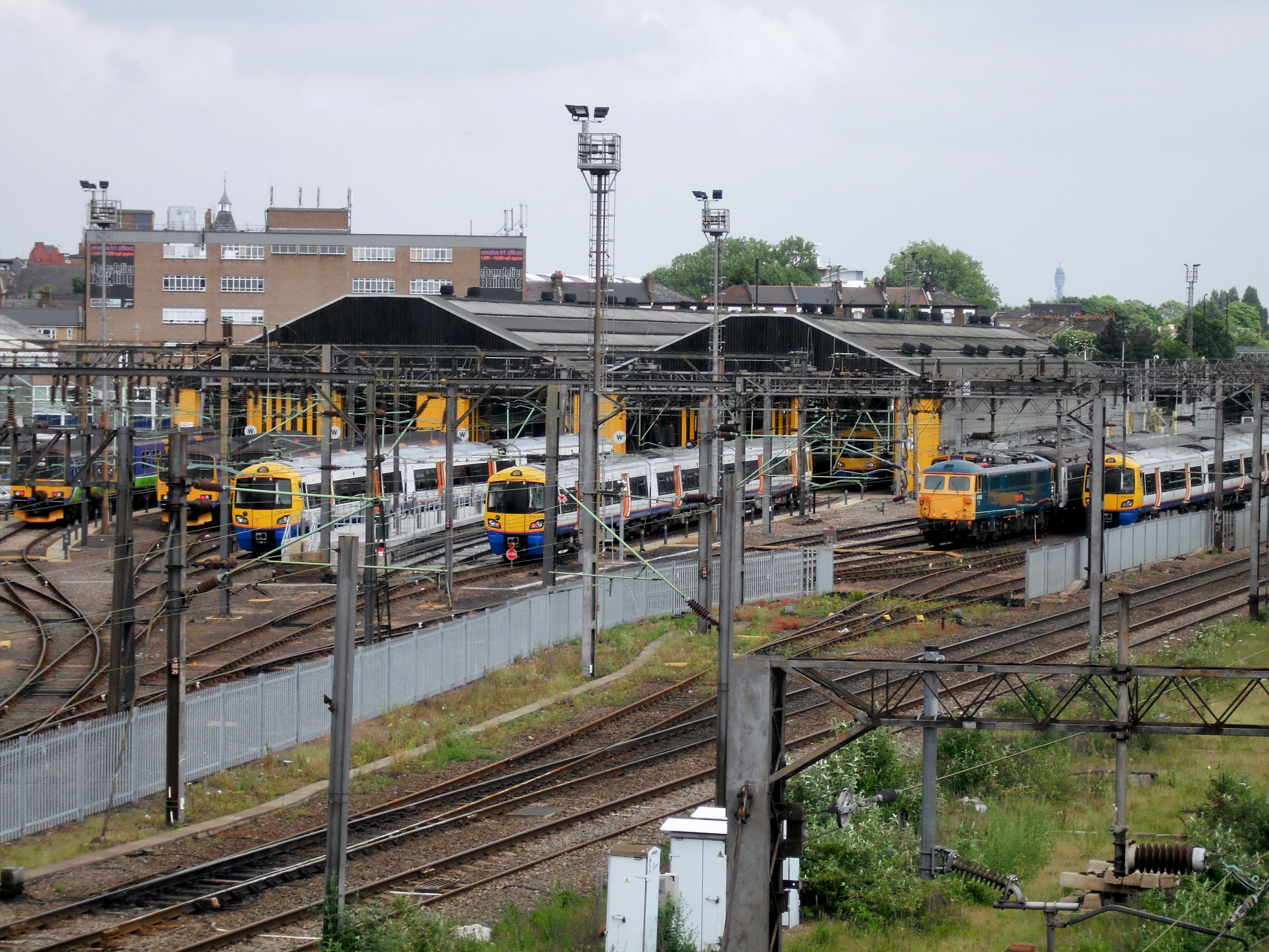
威爾斯登機務段

1873年，倫敦及西北鐵路在主線以南車站以西的位置修建了大型機務段，並在1898年擴建。此外，1929年倫敦米德蘭及蘇格蘭鐵路在此處又額外新增了扇形車庫。然而兩座建築物在1965年該機務段被英國鐵路關閉時均被拆除，原址改建為福萊納集團的機務段（機車和動車組的運用則由現今位於鐵路線另一側的威爾斯登機務段負責）。
機務段編號為1A，是負責西岸主線貨物列車牽引任務以及由尤斯頓始發的近郊旅客列車的開行的主要機務段。

## 服務

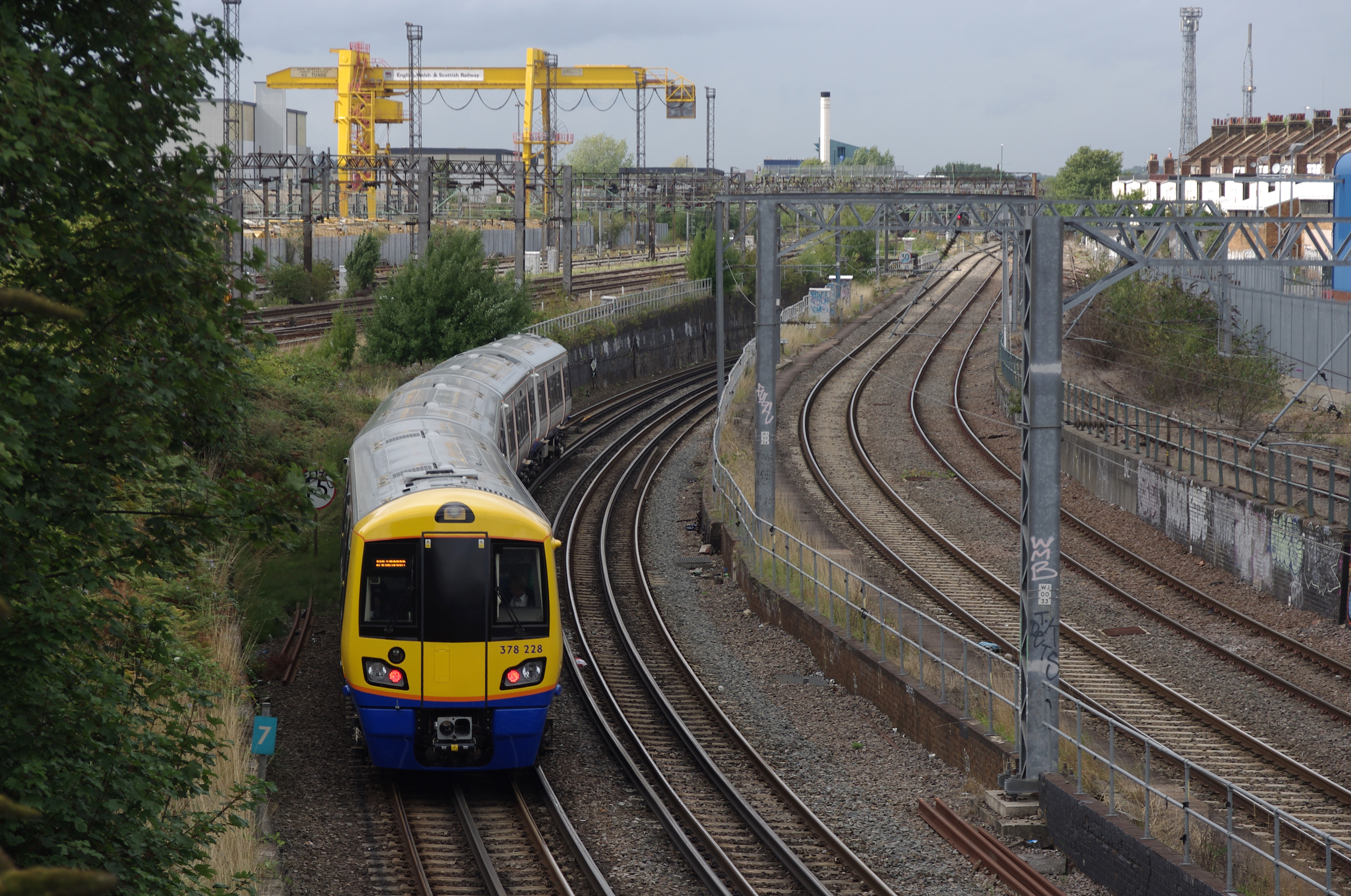
一列倫敦地上鐵雌獅綫（沃特福德直流電鐵線）服務由威爾斯登開出前往沃特福德交匯站。此站各方向每小時有3班列車，全部使用英國鐵路378型電力動車組。

威爾斯登交匯站的典型離峰時段倫敦地鐵貝克盧線服務為每小時6班列車來往象堡和哈羅及威爾德斯通，另有每小時3班列車來往象堡和石橋公園。
倫敦地上鐵服務正常以英國鐵路378型電力動車組「首都之星」列車營運。典型離峰時段米爾德梅綫（北倫敦線、西倫敦線）和雌獅綫（沃特福德直流電鐵線）服務為每小時：
- 雌獅綫：
  - 3班列車北行前往沃特福德交匯
  - 3班雌獅綫列車南行前往尤斯頓[14]
- 米爾德梅綫：
  - 4班北倫敦線列車西南行前往里奇蒙
  - 4班西倫敦線列車東南行前往克拉珀姆交匯
  - 8班列車東北行前往斯特拉特福德（4班由北倫敦線里奇蒙開出，4班由西倫敦線克拉珀姆交匯開出）

- 每日有非常少量由南方鐵路營運的列車從赫默爾亨普斯特德站（英语：Hemel Hempstead railway station）或沃特福德交匯站始發，沿西岸主線經本站進入西倫敦線，到達克拉珀姆交匯站後繼續行駛往東克羅伊登站（英语：East Croydon station），此類列車被列入於倫敦交通局米爾德梅綫的時間表中，但由於本站在西岸主線至西倫敦線的導線中間缺乏月台，南方鐵路列車無法於本站停車上落客[15][16]。

## 接駁交通
倫敦巴士18、220、228、266、487路以及夜間路線N18路服務此站。